# Читтагонг (округ)
Читтагонг (бенг. চট্টগ্রাম জেলা, англ. Chittagong District) — округ на востоке Бангладеш, в области Читтагонг. Образован в 1666 году. В 1984 году из части территории округа Читтагонг был образован новый округ Кокс-Базар. Административный центр — город Читтагонг. Площадь округа — 5283 км². По данным переписи 2001 года население округа составляло 6 545 078 человек. Уровень грамотности взрослого населения составлял 43,2 %, что соответствовало среднему уровню по Бангладеш (43,1 %). 83,92 % населения округа исповедовало ислам, 13,76 % — индуизм, 2,01 % — буддизм.

## Административно-территориальное деление
Округ делится на 14 подокругов (upazila) и 12 тхан (thana):
Подокруга (центр)
1. Анвара (Анвара)
2. Баншкхали (Баншкхали)
3. Боалкхали (Боалкхали)
4. Лохагара (Лохагара)
5. Миршарай (Миршарай)
6. Патия (Патия)
7. Рангуния (Рангуния)
8. Раозан (Раозан)
9. Сандвип (Сандвип)
10. Саткания (Саткания)
11. Ситакунда (Ситакунда)
12. Фатикчхари (Фатикчхари)
13. Хатхазари (Хатхазари)
14. Чанданайш (Чанданайш)